# Модерн-Медиа-центр
Модерн-Медиа-центр (Changzhou Modern Media Center, 现代传煤中心) — сверхвысокий небоскрёб, расположенный в новом деловом центре китайского города Чанчжоу, в районе Синьбэй. Построен в 2013 году в стиле постмодернизма, по состоянию на 2020 год являлся самым высоким зданием города, 55-м по высоте зданием Китая, 209-м — Азии и 348-м — мира. 
Шпиль башни достигает в высоту 333 метров, высота здания — 265 метров, верхний этаж со смотровой площадкой расположен на высоте 225 метров. Небоскрёб имеет 58 наземных и три подземных этажа. В нижней части здания располагаются офисы, в верхней части — роскошные жилые апартаменты и 298 гостиничных номеров пятизвёздочного отеля Marriott, в подиуме — 1787 парковочных мест; площадь башни — 89,767 м², площадь всего комплекса — 305,704 м². 
Архитектором башни выступил Шанхайский архитектурный институт, застройщиком — компания China Construction Third Engineering, владельцем и крупнейшим арендатором является Телерадиовещательная компания Чанчжоу. Форма Модерн-Медиа-центра повторяет очертания деревянной пагоды Тяньнин, которая является главным символом Чанчжоу.

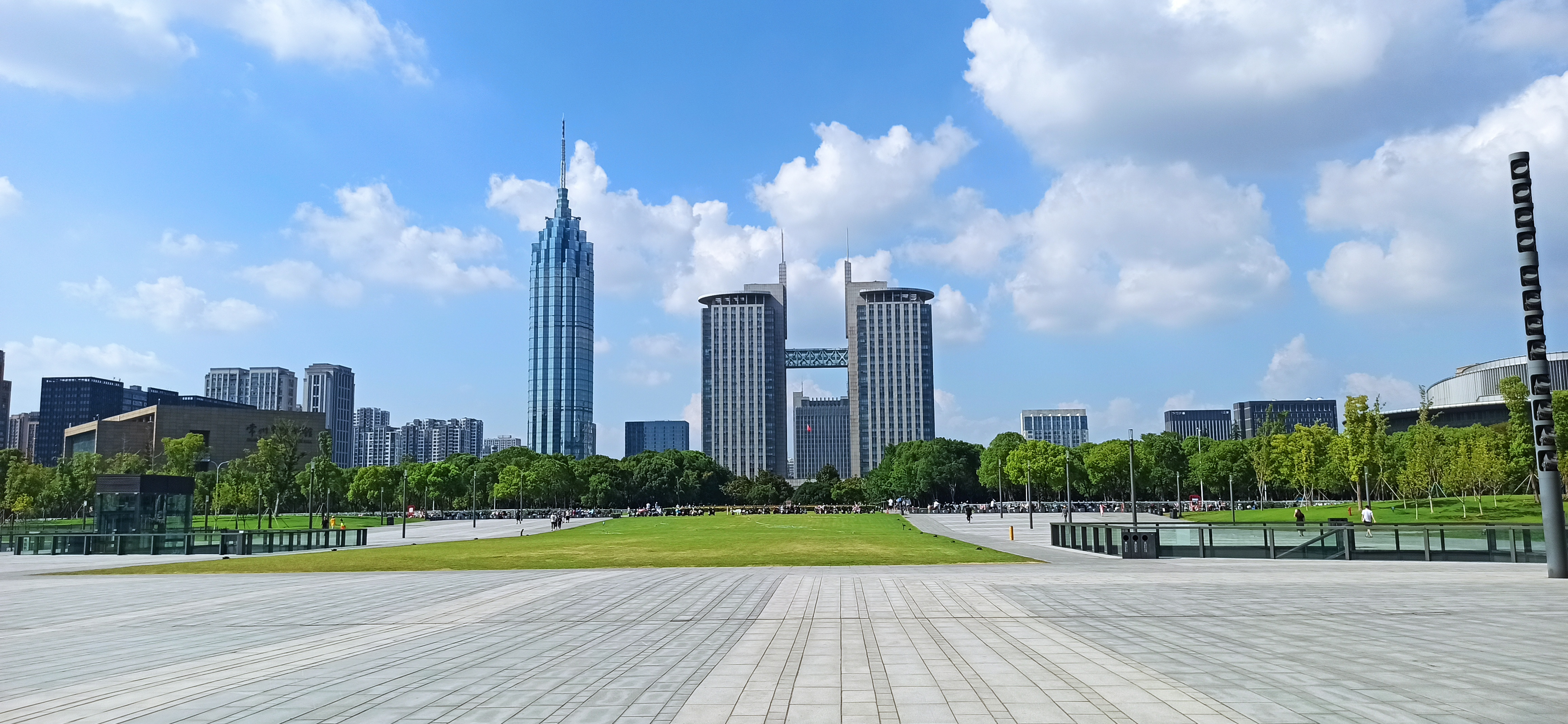
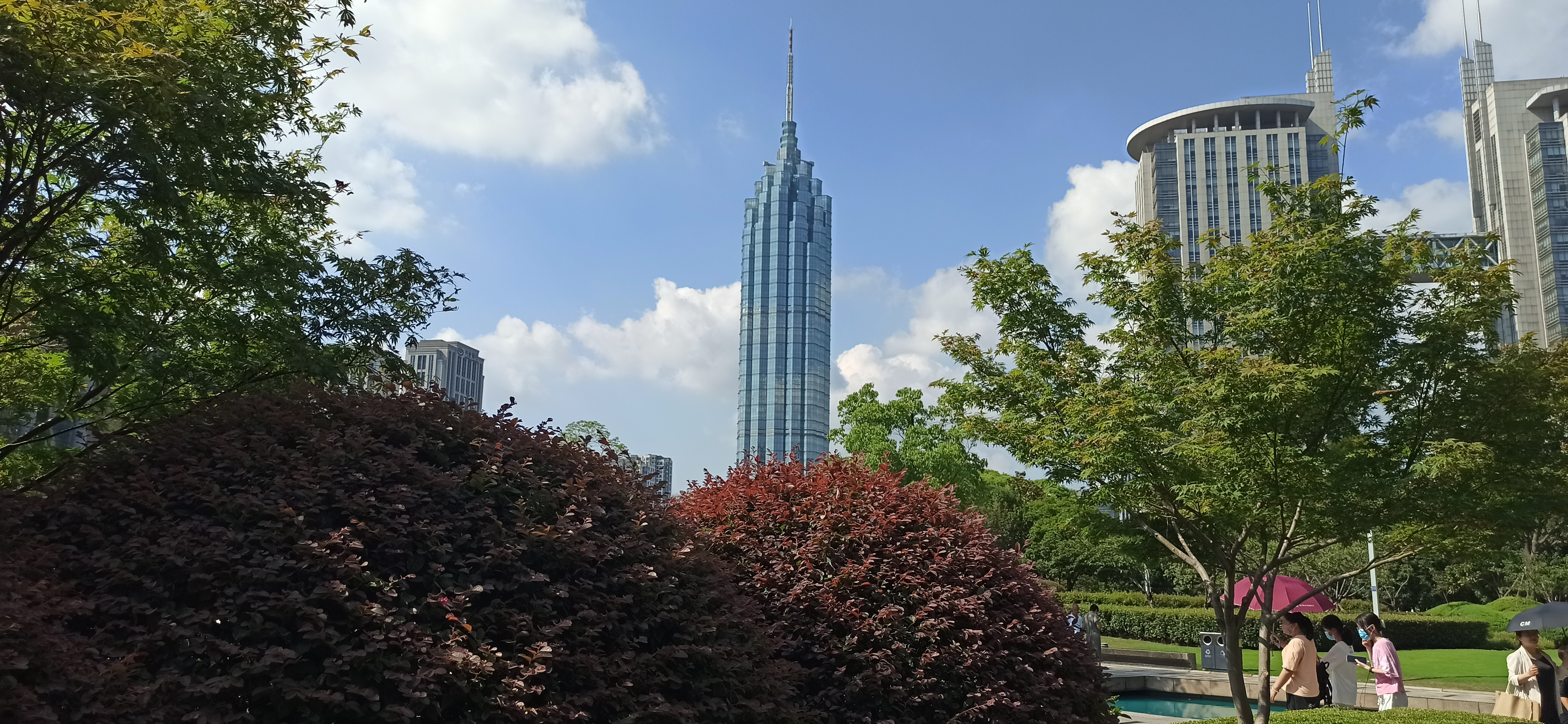